# Ramón Nonato
San Ramón Nonato (Portell, ¿1204 ?- Cardona, 31 de agosto de 1240), religioso mercedario, fue un santo nacido en un pueblo de la antigua Corona de Aragón en España. Su epíteto nonnatus (en latín: no nacido) derivó por haber sido extraído del útero de su madre por el vizconde de Cardona, usando el método cesárea después de que ella hubiera fallecido. Le fue puesto un candado en los labios para que no predicara a Cristo, y le dieron a llave y sólo lo podía abrir para comer. Es el santo patrón de los partos, niños, embarazadas y personas acusadas falsamente.

## Biografía
Nació en Portell, comarca de la Segarra, entonces perteneciente a diócesis de Urgel y, desde 1593, a la diócesis de Solsona. Se hizo miembro de la orden de los Mercedarios, fundada por San Pedro Nolasco para el rescate de cautivos católicos en manos de musulmanes del Norte de África. Fue ordenado sacerdote en 1222, y luego fue superior en varias comunidades de la Orden de la Merced. Como redentor de cautivos viajó al norte de África, pagó rescate por varios prisioneros y, siguiendo el cuarto voto de estos religiosos, cuando se agotó el dinero que llevaba, se quedó como rehén a cambio de la liberación de otro cristiano.
Estando cautivo, sus carceleros musulmanes lo martirizaron perforando sus labios con hierro candente para colocarle un cerrojo en su boca e impedir su prédica. Fue rescatado por su orden y en 1239 retorna a España.
El papa Gregorio IX lo nombró cardenal pero, estando de camino a Roma, fallece en Cardona (Barcelona). Muchos milagros le fueron atribuidos antes y después de su muerte.
Fue canonizado por el papa Alejandro VII en 1657, celebrándose su festividad el 31 de agosto. Aunque su fiesta era de ámbito universal desde 1681, con la reforma del calendario fue reducida a culto local a partir de 1969.

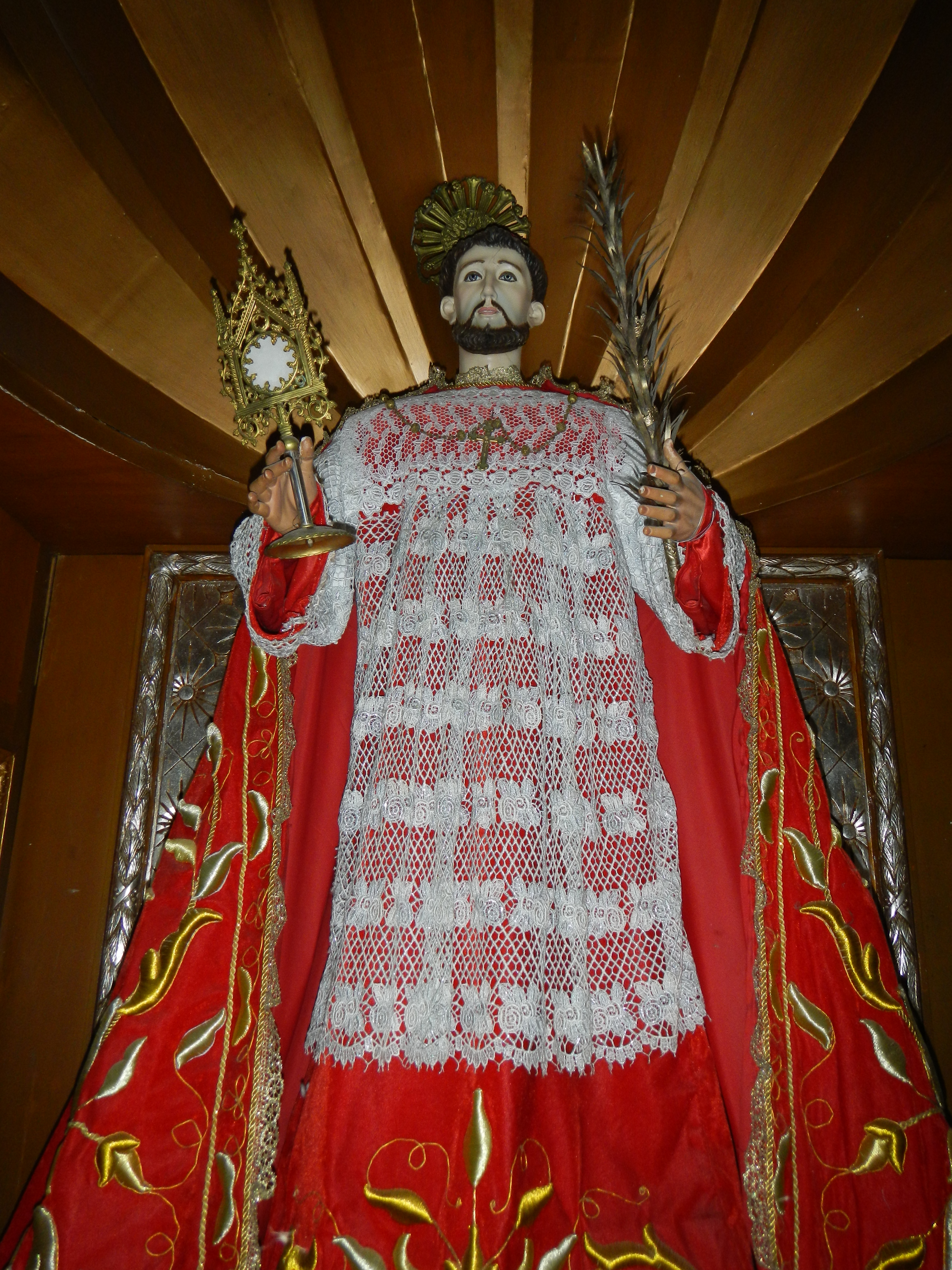
Imagen en San Ramón de Magaspac.

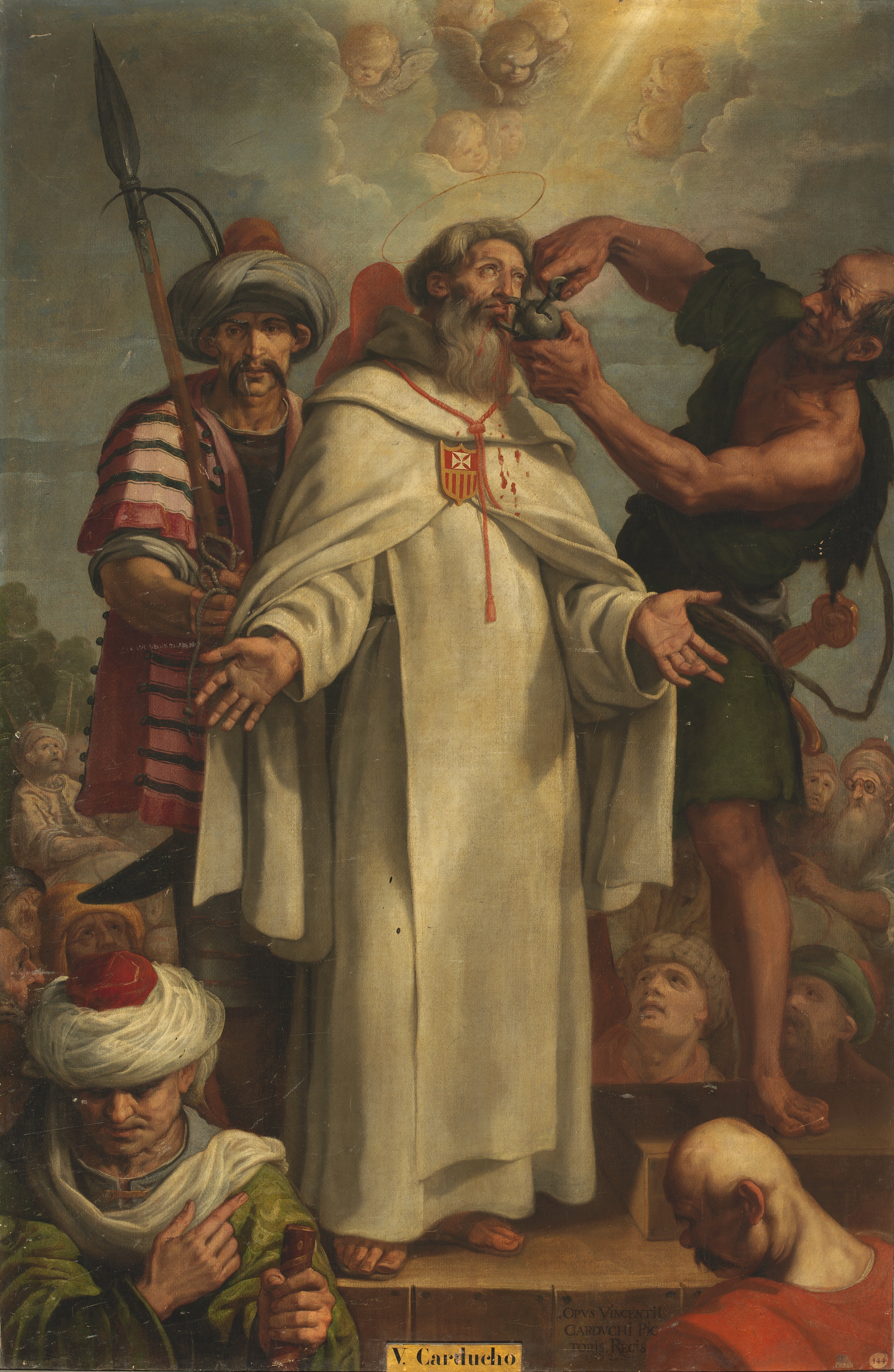
Martirio de San Ramon Nonato pintado por Vicente Carducho.

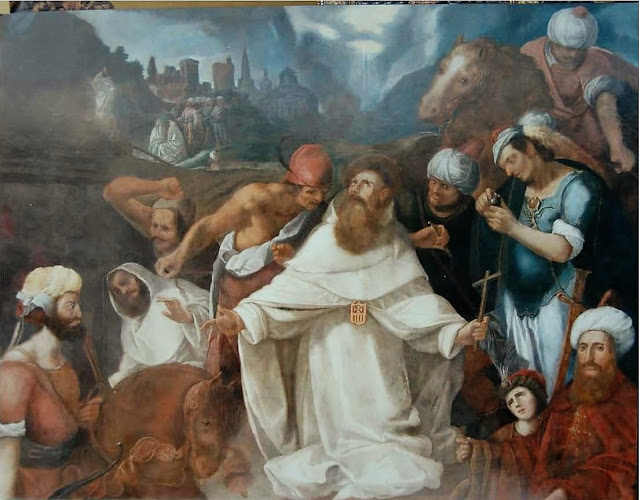
Martirio de San Ramon Nonato pintado por Francisco Pacheco en 1600.

## Iconografía
El galero o capelo: de color rojo, era propio de los cardenales. Ramón fue nombrado cardenal, aunque no llegó a gozar de los beneficios de su nombramiento. Normalmente lo lleva a los pies, lo cual indica su desprecio por las honras, aunque sean eclesiásticas. 
La bolsa de monedas: normalmente también a los pies. Indica que, aunque los mercedarios, Orden religiosa de Ramón, necesitaban dinero para el rescate de los cautivos cristianos, el santo confiaba en la Providencia y se lanzaba a rescatar cautivos sin medios, incluso quedándose preso él mismo, como fue frecuente en otros mercedarios, santos o no. 
La palma: indica la victoria o gloria de los santos mártires. En Ramón lleva tres coronas: castidad, elocuente predicación y martirio, (este último incruento pues aunque padeció muchísimo no murió de muerte violenta). 
La custodia: por su gran devoción al Santísimo Sacramento. Cuando en agosto de 1240 se dirigía nuestro Santo a Roma, llamado por Gregorio IX, pasó por Cardona, para despedirse del vizconde Ramón VI, de quien era confesor. Aquí le salteó la muerte. Pidió el santo viático y, no habiendo quien se lo administrase, —¡oh dignación de Dios con sus criaturas!— el mismo Jesucristo, con larga corte de ángeles, se le dio en comunión. No fue él quien recostó su cabeza sobre el pecho del Maestro, sino que Éste se le metió dentro, como señal de santidad y eterna predestinación. 
El candado: normalmente sobre los labios o a veces en la palma. Recuerda como le fue puesto un candado, perforándole los labios con un hierro al rojo vivo, impidiéndole predicar el evangelio. No le hizo falta, en sus manos se grabaron milagrosamente los Nombres de Jesús y María; sólo con levantarlas, ya predicaba. 
Las coronas de flores y espinas:en algunas pinturas aparece entre Jesús, que le ofrece una corona de espinas (una vida llena de padecimientos por Él) y la Virgen, que le ofrece una corona de flores (el premio inmediato del paraíso). Sabido es que Ramón eligió una vida dura y sacrificada por la gloria de Dios y los cautivos cristianos. Otra corona de flores alude al premio de la Virgen de la Merced a su virginidad y pureza. 
También es frecuente la estampa donde le acompañan unas mujeres suplicantes, indican su protección sobre la maternidad, los partos y demás. En algunos casos va de hábito blanco con escapulario y capa blancos y el escudo mercedario; pero por lo general lleva la muceta roja cardenalicia. También es patrón contra los rumores, los chismes y calumnias, por lo de su boca cerrada.

## Comunidades
Las ciudades de San Ramón en España, San Ramón en el Perú, San Ramón en el departamentonde Cuscatlan, El Salvador, Saint-Raymond en Canadá, San Ramón en el cantón del homónimo en Costa Rica, San Ramón de la Nueva Orán en Argentina, San Ramón en Nicaragua, San Ramón en Uruguay, la ciudad de São Raimundo Nonato en el estado brasileño de Piaui, y San Ramón, en la provincia Ñuflo de Chávez en Bolivia.
, fueron bautizadas en su honor. El municipio filipino de Moncada de Tarlac lo tiene como patrón.
En Buenos Aires, Argentina, existe un santuario en su honor en la calle Cervantes 1150 y en la Ciudad de Sauce Viejo PROVINCIA de Santa Fe también existe una Capilla Consagrada a este Santo https://www.google.com/maps/place/Capilla+San+Ram%C3%B3n+Nonato/@-31.7437465,-60.818209,522m/data=!3m1!1e3!4m6!3m5!1s0x95b5a53596c029c9:0x331b81bba9d7d14b!8m2!3d-31.7437465!4d-60.818209!16s%2Fg%2F11s70yl27h?entry=ttu&g_ep=EgoyMDI1MDcyMS4wIKXMDSoASAFQAw%3D%3D. . En Oaxaca de Juárez, México, también se le considera patrón de los animales y cada 31 de agosto se celebra la correspondiente bendición. En São Raimundo Nonato (Brasil) también existe un santuario en su honor. En el barrio del Bronx en Nueva York, Estados Unidos, la parroquia católica de San Ramón (St. Raymond's Church) está dedicada a San Ramón Nonato. La catedral de la diócesis de Joliet, en Joliet (Illinois), Estados Unidos, también está dedicada a San Ramón Nonato. En Puerto Rico, Estados Unidos, la ciudad de Juana Díaz, celebra las fiestas patronales la última semana de agosto, culminando el domingo con la santa misa en la parroquia de la ciudad que está bajo el patrocinio de San Ramón Nonato.
En el sector Sur de Santiago de Chile existe una pequeña y popular comuna habitada por cerca de 100 mil habitantes, consagrada a su nombre.
En la ciudad de San Cristóbal de Las Casas, Chiapas, México, existe un barrio y una iglesia dedicada a su nombre.
En la parroquia de Santa Cruz de Castrelo, en España, se celebra su festividad cada primer domingo de septiembre, siendo su imagen muy venerada por aquellos que desean ser padres y no lo consiguen, encomendándose al santo para lograr su intercesión.[cita requerida]

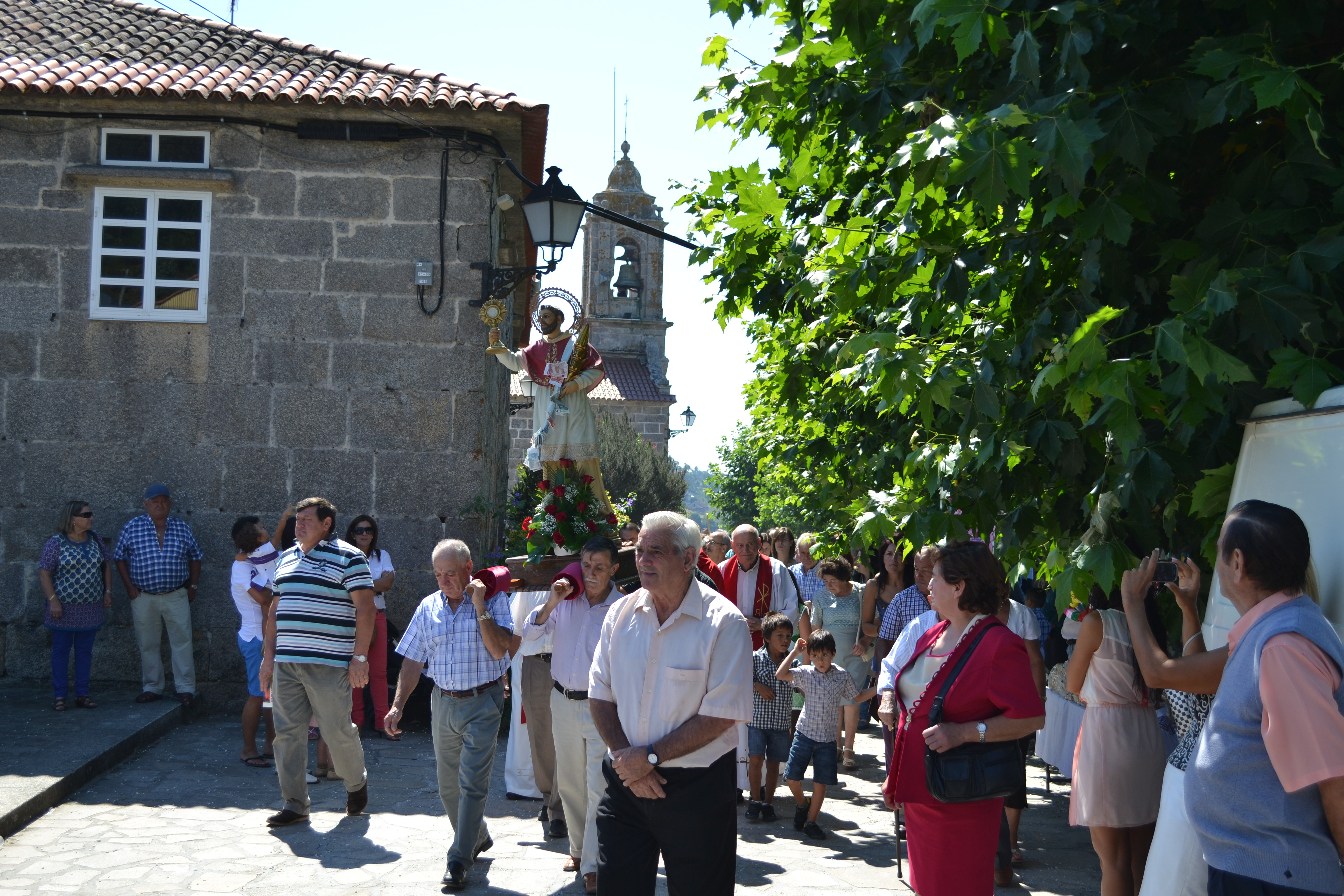
Procesión de San Ramón en Castrelo, (Cambados)

En la parroquia de San Ramón Nonato de Málaga, en España, se celebra su festividad en la última semana de agosto. Es el patrón de las mujeres embarazadas y parturientas. Con este motivo, la parroquia malagueña celebra una misa con bendición de las mujeres embarazadas, los padres y a los bebés que esperan
En Arismendi, en el Morro de Puerto Santo, en el estado de Sucre (Venezuela), se celebran las ferias en honor de San Ramón Nonato, la última semana de agosto, siendo ahí el santo patrono de un pueblo de pescadores, en donde se le rinde tributo y se realizan diversas actividades en su honor: misas, las visitas del santo a los diferentes sectores de la parroquia, la gran retreta por las calles de la población la madrugada del 31 de agosto, la procesión la tarde del mismo día y el gran paseo en lancha por las costas acompañado de los pescadores de las costas de Sucre. En Villanueva, departamento Cortés, Honduras, lo tienen como santo patrono de la ciudad y su día se celebra el 31 de agosto.